# عامل تحضير القهوة

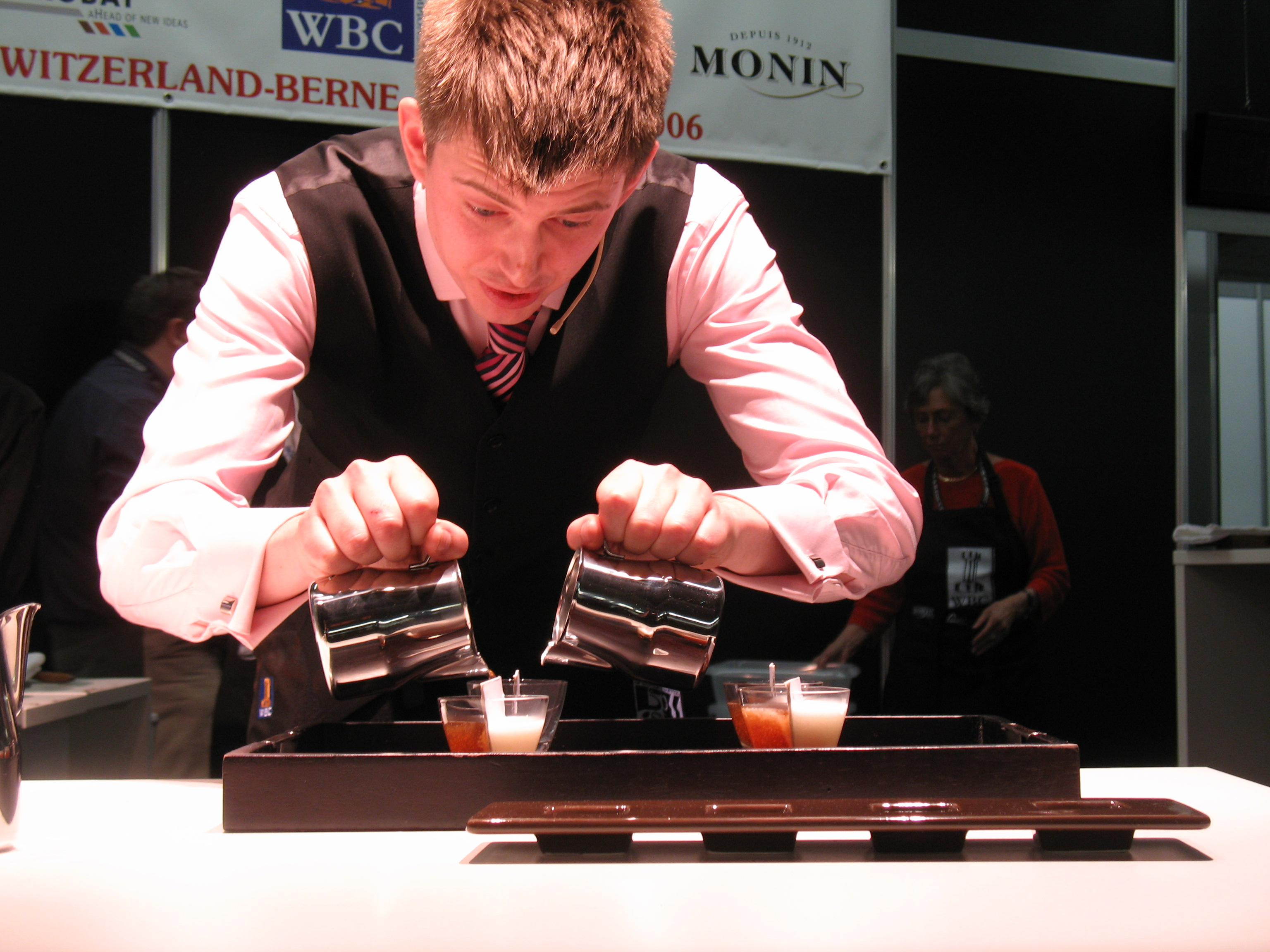
منافسات في بطولة العالم للباريستا (2006).

عامل تحضير القهوة أو عامل باريستا وقد يسمى رسام القهوة هو شخص، عادةً موظف في المقهى، يقوم بإعداد وتقديم مشروب القهوة بأنواعها. امنه وقلوب

## أصل الكلمة
كلمة باريستا هي كلمة إيطالية، وفي إيطاليا، الباريستا هو «الساقي» ذكرا أو أنثى، والذي يعمل عادةً خلف منضدة، ويقدم المشروبات الساخنة (مثل اسبريسو)، والمشروبات الباردة والساخنة والعصائر، والوجبات الخفيفة.